# マケダ海峡

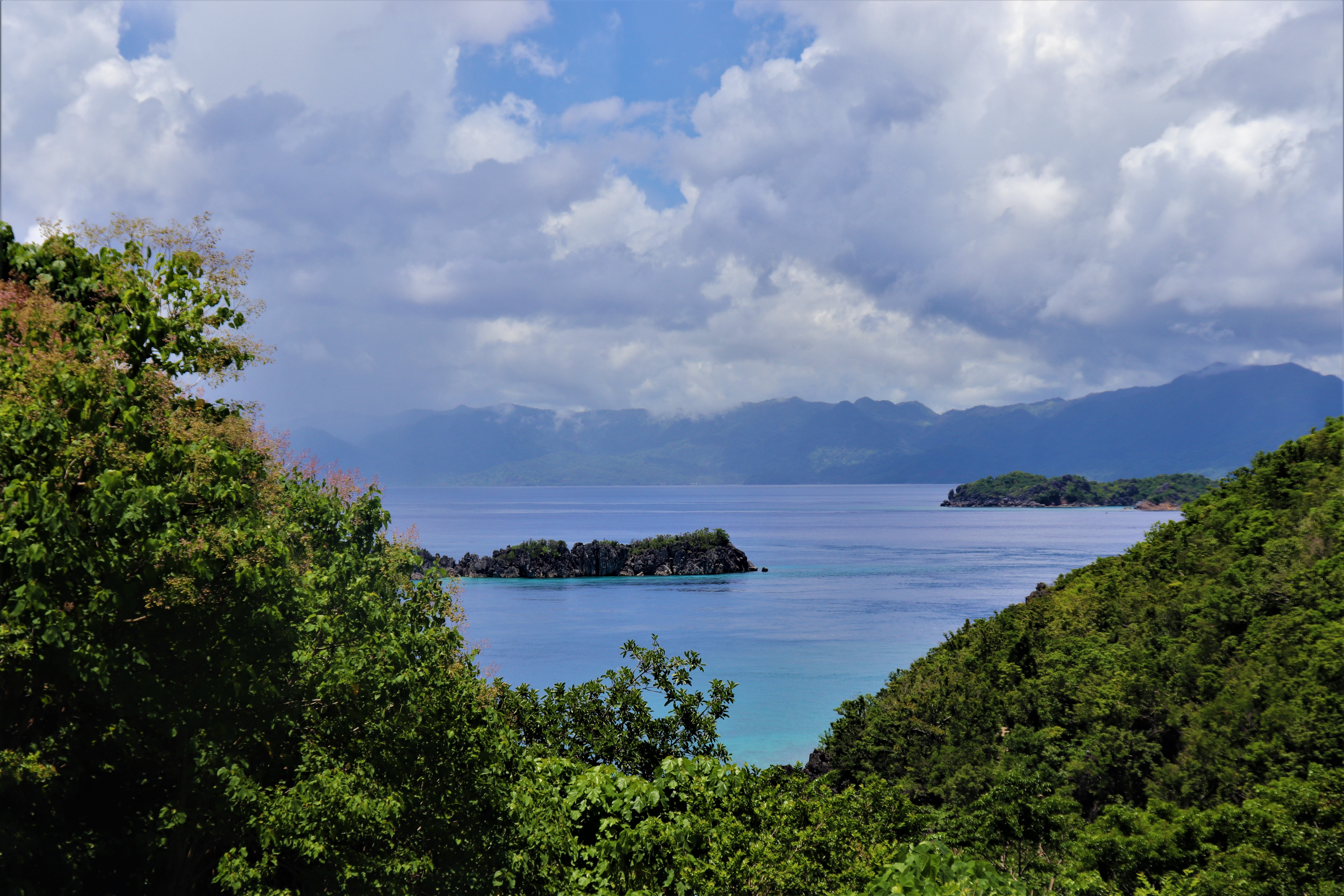
カラモアン半島から

マケダ海峡（マケダかいきょう、Maqueda Channel）は、フィリピン北部ルソン島にあるカラモアン半島とカタンドゥアネス島との間の海峡である。ラゴノイ湾とフィリピン海とを繋いでいる。